# Зайченко Таїсія Василівна
Таїсія Василівна За́йченко (нар. 1 квітня 1942, Вінниця) — українська художниця декоративно-ужиткового мистецтва, графік і педагог; член Спілки радянських художників України з 1990 року. Дружина живописця Георгія Зайченка, мати художниці Олени Зайченко-Свєчникової.

## Біографія
Народилася 1 квітня 1942 року в місті Вінниці (нині Україна). 1969 року закінчила Київську філію Українського поліграфічного інституту, де навчалася у Бориса Валуєнка, Флоріана Юр'єва.
З 1971 року викладала в дитячій студії образотворчого мистецтва у Києві; з 1990 року — на творчій роботі. Мешкає у Києві в будинку на Повітрофлотському проспекті, № 16.

## Творчість
Працює у галузі декоративно-ужиткового мистецтва, розпису на шовку; створює батики. Серед робіт:
- розпис на шовку: «Десятинна церква» (1980), «Народження зірки» (1983), «Трави Чорнобиля» (1986), «Книга перемін» (1989), «Літній модерн» (1995), «Відпочинок», «Спокій», «Болотні трави», «Осіннє марево» (усі — 2005), «Очерет», «Дерево» (обидва — 2008);
- графіка: «Адам і Єва» (2000), «Райський сад» (2001); серія «Оголені» (2003—2008).

Учасниця всеукраїнських, всесоюзних та міжнародних мистецьких виставок з 1970 року. Твори експонувалися у низці музеїв США та Ізраїлю. Персональні виставки відбулися у Братиславі у 1982 році, Києві у 1990, 1992, 2000, 2005, 2008 роках.

## Відзнаки
- Золотий диплом Міжнародного конкурсу декоративно-ужиткового мистецтва у Балатоні (Угорщина, 1978);
- Почесна грамота Кабінету Міністрів України (1993)[2].